# Matignon
Matignon je naselje in občina v francoskem departmaju Côtes-d'Armor regije Bretanje. Leta 2006 je naselje imelo 1.557 prebivalcev.

## Geografija
Kraj leži v pokrajini Bretaniji ob jezeru Grand étang de Jugon, 28 km severozahodno od središča Dinana.

## Uprava
Matignon je sedež istoimenskega kantona, v katerega so poleg njegove vključene še občine La Bouillie, Fréhel, Hénanbihen, Hénansal, Pléboulle, Plévenon, Ruca, Saint-Cast-le-Guildo, Saint-Denoual in Saint-Pôtan z 11.919 prebivalci.
Kanton Matignon je sestavni del okrožja Dinan.

## Zanimivosti
- dvorec Château de La Chesnaye-Taniot iz 17. in 18. stoletja,
- kapela Saint-Germain de la Mer iz 12. stoletja.